# Grosgrain
Grosgrain også  gros-grain og nogle gange, gros grain er en type tekstil, der er krakteriseret ved tværgående ribber. I grosgrain er islætten tungere end trenden, hvilket giver tydelige ribber i stoffet. Det er en almindelig vævning, som er tykkere end poplin men lettere end faille. Grosgrain har meget lidt glans og er uelastisk, men er meget stærkt. Det er en tæt-vævet og finmasket vævning. Grosgrain er typisk sort, men det kan også fremstilles i andre farver, og grosgrainbånd kan komme i en lang række farver og mønstre.
"Grosgrain" bruges normalt til at omtale tykt, stift bånd i silke eller nylon. Historisk har man brugt uld, silke eller en kombination af disse fibre, nogle gange iblandt mohair. Når man blandede fibrene fik det nogle gange navnet grogram, silkemohair, gros de Tours eller gros de Napels.
Grosgrain bruges bl.a. til hattebånd omkring klassiske hatte som homburg- og bowlerhatte.